# Alto alemánico
El alto alemánico (en alemán: Hochalemannisch, pronunciación: /ˈhoːxʔaləˌmanɪʃ/ⓘ) es una variedad dialectal del alemánico, una lengua altogermánica superior hablada en la mayor parte de la Suiza germanófona y en áreas de Alemania, Francia y Austria. A menudo se le considera parte de la lengua alemana, aunque sólo es parcialmente inteligible para los germanohablantes no alemánicos.

## Características
Una característica distintiva de los dialectos del alto alemánico es la realización de la segunda mutación consonántica germánica. Por ejemplo, la palabra kalt (frío) se pronuncia kalt [kʰalt] en bajo alemánico y alemán estándar, y chalt [xalt] en alto alemánico. De igual manera, Kind (niño) y Kopf (cabeza), pasan a pronunciarse Chind y Chopf.

## Área de distribución
Los dialectos del alto alemánico se distribuyen por la mayor parte de la Suiza de habla germánica (Meseta suiza), a excepción de algunas las zonas de los Alpes suizos donde se hablan dialectos alto alemánicos superiores, y de la zona noroeste de Suiza, donde se habla bajo alemánico (dialecto de Basilea).
No obstante, el alto alemánico no debe confundirse con el término "alemán de Suiza", que hace referencia al conjunto de todos los dialectos alemánicos que se hablan en Suiza, diferente también de la variante suiza del alemán estándar, la lengua escrita de uso común en la Suiza germanófona con respecto a la cual el alemánico se encuentra en situación de diglosia.
En Alemania, los dialectos del alto alemánico se hablan en el sur del estado de Baden-Württemberg, en la región de Markgräflerland y en las zonas del sur de Friburgo de Brisgovia hasta la Selva Negra (Schönau). En Francia, también se habla en el sur de la región de Sundgau en el departamento del Alto Rin (Alsacia). En Austria, se habla alto germánico en el sur del estado de Vorarlberg (zona de Bludenz).

## Subdivisiones
El alto alemánico se suele dividir tradicionalmente en los subdialectos oriental y occidental, separados por la línea Brünig-Napf-Reuss, una isoglosa que cruza los cantones suizos de Argovia y Lucerna. El alto alemánico oriental (por ejemplo, el dialecto de Zúrich) y el alto alemánico occidental (por ejemplo el dialecto de Berna) difieren en la pronunciación de los diptongos y en la forma de hacer los plurales.

### Subdialectos
Se distinguen los siguientes dialectos:
- Alto alemánico oriental (Ostschweizerdeutsch; características: diptongos [ai au ɔi] y no [ei ɔu øi]; en verbos la terminación de plural [-əd̥]):
  - Appenzellisch (en Appenzell)
  - Bündnerdeutsch (en el cantón de los Grisones)
  - Liechtensteinisch (en Liechtenstein)
  - Nordostschweizerisch (en el este de Suiza, incl. Turgovia y Schaffhausen)
  - St.-Galler-Deutsch (en Sankt Gallen)
  - Vorarlbergerisch (en Vorarlberg, Austria)
  - Zürichdeutsch (en Zúrich)

- Alto alemánico occidental (Westschweizerdeutsch; características: diptongos [ei ɔu øi]; verbos con dos formas de plural [-ə -ət -ə]):
  - Aargauerisch (en Argovia, a menudo considerado un habla de transición entre el alto alemánico occidental y oriental)
  - Berndeutsch (en Berna)
  - Fricktalerisch (en Fricktal)
  - Luzernisch (en Lucerna, a menudo considerado un habla de transición entre el alto alemánico occidental y oriental)
  - Schwyzerisch (en Schwyz)
  - Solothurnisch (en Soleura)
  - Zugerisch (en Zug)

- Sundgauisch (sur de Alsacia, en Francia)
- Hablas del sur de Baden (Alemania):
  - Südliches Freiburgisch (en Friburgo de Brisgovia)
  - Markgräflerländisch (en Markgräflerland, entre otros el sur de Lörrach)
  - Südschwarzwälderisch (en Südschwarzwald)